# Гора Гарібальді

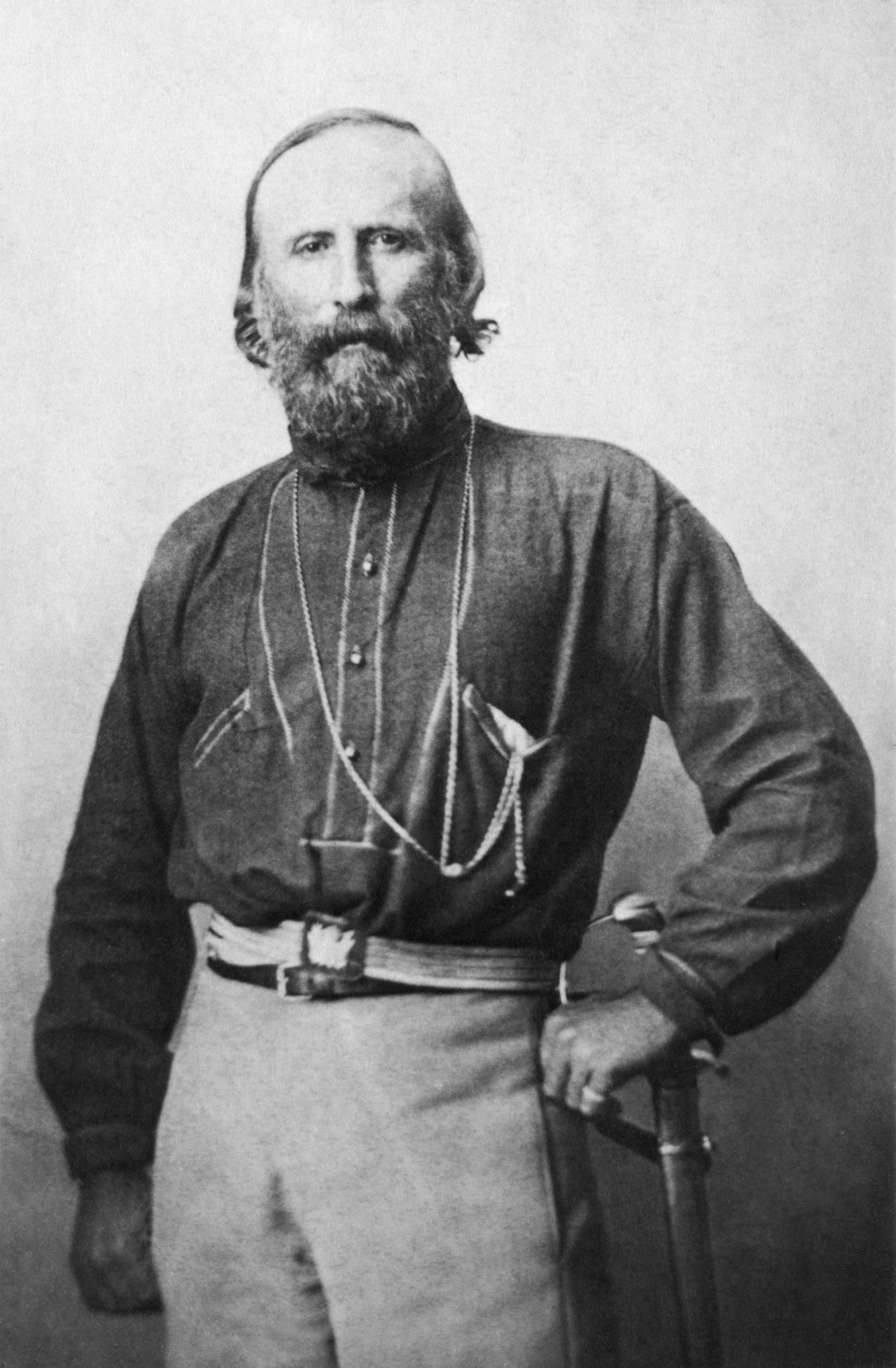
Джузеппе Гарібальді, іменем якого названа гора

Гора Гарібальді (англ. Mount Garibaldi) —
найбільший вулкан у південній частині Британської Колумбії, Канада. Потенційно активний плейстоценовий дацитовий стратовулкан, закритий лавовим куполом, у гірському хребті Береговий, на віддалі 80 км на північ від Ванкувера. Початковий період вулканізму 0,51—0,22 млн років тому. Вулкан має висоту 2 678 м.

## Назва
У 1860 році корабель Військово-морських сил Великої Британії «Плампер» приплив до південно-західного узбережжя Британської Колумбії для картографічних досліджень. Капітан корабля Джордж Генрі Річард був вражений висотою гори, що височіла на північному сході над затокою Гау. Разом з офіцерами корабля він вирішив назвати гору ім'ям Джузеппе Гарібальді — військово-політичного лідера, який у цьому році, зумів досягти утворення держави Італія.

## Структура вулкану
Як і інші стратовулкани, він складається з багатьох шарів затверділої лави, тефри та вулканічного попелу. Вулканічне виверження є вибухонебезпечним, а найпоширенішим його типом є пелейське виверження, що характеризується дуже в'язкою лавою кислого складу, яка застигає до виходу із жерла і утворює корок, що витискається над куполом у вигляді монолітного обеліска. Кисле джерело магми має високі рівні кремнезему (як у ріоліті, дациті або андезиті) [40].
Поклади тефри мають менший об'єм та діапазон, ніж відповідне виверження плінієвого типу.